# جائزة إسبانيا الكبرى للدراجات النارية 2006
جائزة إسبانيا الكبرى للدراجات النارية 2006 هو سباق دراجات نارية أقيم بتاريخ 26 مارس 2006. كان الجولة الأولى من أصل 17 في سباق الجائزة الكبرى للدراجات النارية موسم 2006. فاز الإيطالي لوريس كابيروسي بفئة الموتو جي بي بينما جاء الإسباني داني بيدروسا في المركز الثاني وحصل على المركز الثالث الأمريكي نيكي هايدن.

## وصلات خارجية
- الموقع الرسمي